# Лейкоз

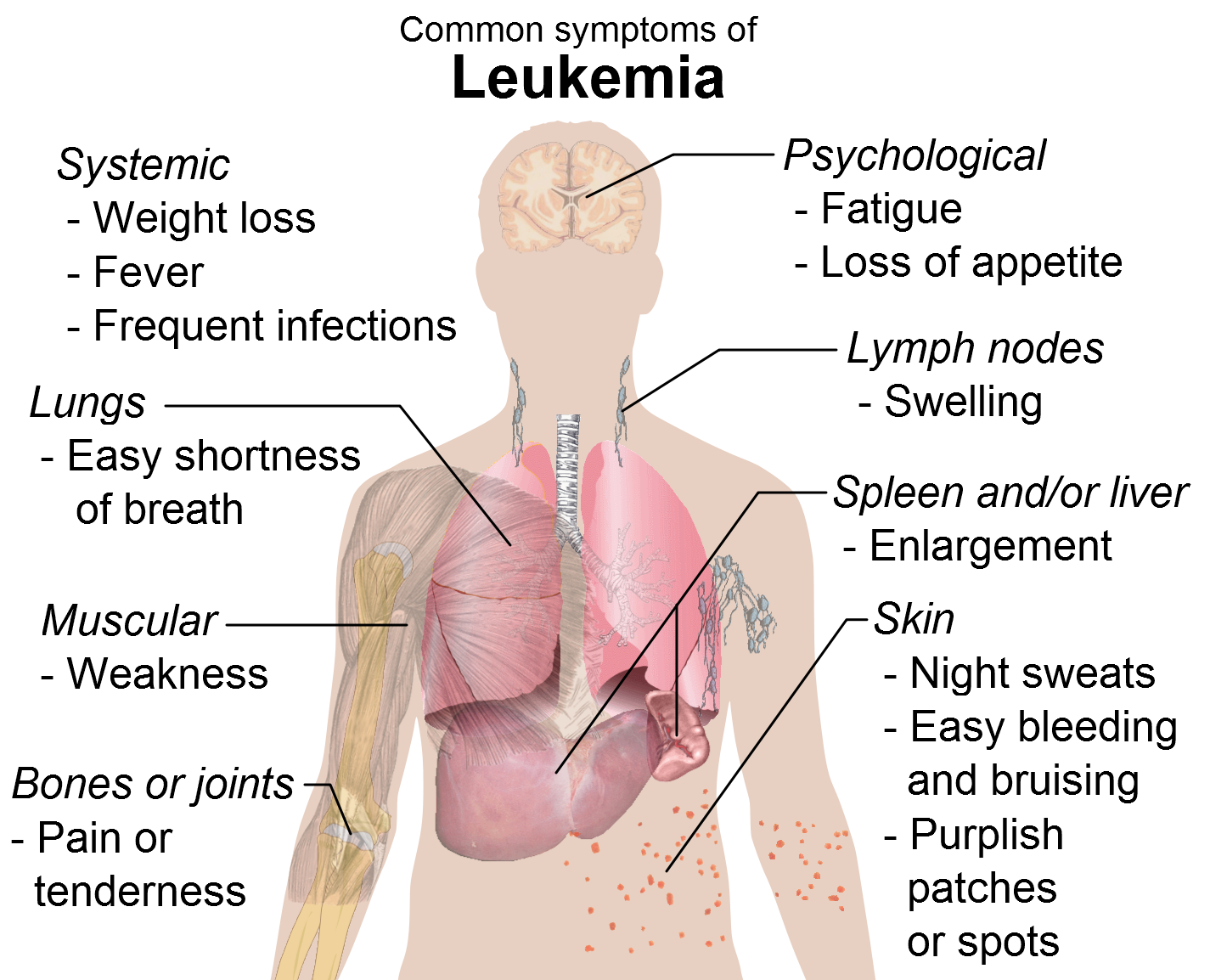
Симптоми лейкозу (лейкемії)

Лейкемі́я (злоя́кісне білокрі́в'я, лейко́з) — онкологічне злоякісне захворювання клітин крові, що уражає кістковий мозок та інші кровотворні органи як людей, так і тварин. Основною ознакою лейкемії є велика пропорція лейкоцитів. Ці клітини, що дегенерували і втратили захисні функції нормальних лейкоцитів, знищують здорові клітини, після чого жертва стає беззахисною перед будь-якою інфекцією. Лікування проводиться за допомогою опромінення і цитотоксичних препаратів для придушення розмноження клітин, що дегенерували, або трансплантацією кісткового мозку. Синонімом поняття «лейкемія» — вважають поняття «лейкоз».
Лейкоз (від грец. λευκός — білий) — злоякісне захворювання системи крові, яке характеризується переважанням процесів розмноження клітин кісткового мозку, а іноді появою патологічних вогнищ кровотворення у інших органах. Лейкози за своїм походженням близькі до пухлин.
До лейкозів належить широка група захворювань, різних за своєю етіологією. За лейкозів злоякісний клон походить з незрілих гемопоетичних клітин кісткового мозку.

## Причина лейкозів
Етіологічні фактори поділяють на дві групи: екзогенні, ендогенні.

### Екзогенні
До них належать: фізичні фактори (іонізуюча радіація), хімічні (хімічні канцерогени), біологічні фактори (онкогенні віруси: вірус Епштейна-Барр, вірус Т-клітинного лейкозу людини HTLV-1, герпесвірус людини 8-го типу, що спричинює саркому Капоші).

### Ендогенні
До них відносять: генетичні чинники (спадкова схильність, хромосомні хвороби, наприклад трисомія по 21-й парі хромосом, спадкові хвороби, що порушують нормальну репарацію ушкодженої ДНК — анемія Фанконі, синдром Блума та ін.), тривала імунологічна стимуляція внаслідок хронічного запалення, імунологічна недостатність, спонтанні мутації протоонкогенів в стовбурових клітинах червоного кісткового мозку.

## Патогенез
При лейкозі пухлинна тканина спочатку розростається у місці локалізації кісткового мозку та поступово заміщує нормальні ростки кровотворення. У результаті цього процесу в хворих на лейкоз закономірно розвиваються різні варіанти цитопеній — анемія, тромбоцитопенія, лімфоцитопенія, гранулоцитопенія, що призводить до збільшеної кровоточивості, крововиливів, зменшення імунітету з приєднанням інфекційних ускладнень.
Метастазування при лейкозі супроводжується появою лейкозних інфільтратів у різних органах — печінці, селезінці, лімфатичних вузлах та ін. В органах можуть розвиватися зміни, зумовлені обтурацією судин пухлинними клітинами — інфаркти, виразково-некротичні ускладнення.

## Класифікація лейкозів
Виділяють п'ять основних принципів класифікації:

### За характером перебігу
- гострі, які перебігають менше року.
- хронічні, що існують тривало (однак необхідно відмітити, що гострий лейкоз ніколи не переходить у хронічний, а хронічний ніколи не загострюється — таким чином, терміни «гострий» та «хронічний» використовуються тільки для зручності; значення цих термінів у гематології відрізняється від значення в інших медичних дисциплінах);

Основна відмінність між ними полягає у тому, що при гострих лейкозах пухлинні клітини, набувши здатності до безмежного неконтрольованого росту, повністю втрачають здатність дозрівати, тобто диференціюватися в інші форми. У той же час при хронічних лейкозах лейкозні клітини поряд зі здатністю до безмежного росту зберігають властивість дозрівати і переходити у зрілі форми. З урахуванням цієї обставини гострі лейкози варто вважати більш злоякісними.

### За ступенем диференціювання пухлинних клітин
- недиференційовані,
- бластні,
- цитарні лейкози;

### Згідно з цитогенезом
Ця класифікація засновується на уявленнях про кровотворення.
- Гострі лейкози за цитогенезом поділяються на:
  - лімфобластний,
  - мієлобластний
  - монобластний,
  - мієломонобластний,
  - еритромієлобластний,
  - мегакариобластний,
  - недиференційований.
- Хронічні лейкози представлені лейкозами:
  - мієлоцитарного походження:
    - хронічний мієлоцитарний лейкоз,
    - хронічний нейтрофільний лейкоз,
    - хронічний еозинофільний лейкоз,
    - хронічний базофільний лейкоз,
    - мієлосклероз,
    - еритремія/справжня поліцитемія,
    - есенціальна тромбоцитемія,

  - лімфоцитарного походження:
    - хронічний лімфолейкоз,
    - парапротеїнемічні лейкози:
      - мієломна хвороба,
      - макроглобулінемія Вальденстрема,
      - хвороба важких ланцюгів Франкліна,
      - лімфоматоз шкіри — хвороба Сезарі,

  - моноцитарного походження:
    - хронічний моноцитарний лейкоз,
    - хронічний мієломоноцитарний лейкоз,
    - гістіоцитоз Х.

З точки зору даної класифікації можна говорити про відносний перехід хронічних лейкозів у гострі лейкози при тривалій дії етіологічних факторів (дія вірусів, іонізуючого випромінення, хімічних речовин тощо). Тобто окрім порушень клітин-попередниць мієло- або лімфопоезу розвиваються порушення, характерні для гострих лейкозів; відбувається «ускладнення» перебігу хронічного лейкозу.

### На основі імунного фенотипу пухлинних клітин
Починаючи з 2009 року стало можливим проводити точніше типування пухлинних клітин у залежності від їхнього імунного фенотипу за експресією CD19, CD20, CD5, легких ланцюгів імуноглобулінів та інших антигенних маркерів.

### За загальним числом лейкоцитів та наявності бластних клітин у периферичній крові
- лейкемічні (більш 50—80×{\displaystyle 10^{9}}/л лейкоцитів, в тому числі бласти),
- сублейкемічні (50—80×{\displaystyle 10^{9}}/л лейкоцитів, в тому числі бласти),
- лейкопенічні (вміст лейкоцитів в периферічній крові нижче норми, але є бласти),
- алейкемічні (вміст лейкоцитів у периферічній крові нижче норми, бласти відсутні).

У групі хронічних лейкозів найчастіше зустрічаються мієлолейкоз та лімфолейкоз.

## Лікування
Основою лікування лейкемій є терапія з цитостатиками. Додатковими принципами лікування є високодозова терапія з автологічною трансплантацією стовбурових клітин та алогенна трансплантація кісткового мозку або стовбурових клітин. Для цього потрібен відповідний донор кісткового мозку, схожий на процедуру переливання крові. Профілактична або терапевтична радіотерапія має меншу значимість. Вже у 1903 році Ніколас Зенн (1844—1908) використовував рентгенівські промені для лікування захворювань лейкопоетичної системи.
У початку 21 століття нові можливості терапії з'явилися застосуванням моноклональних антитіл і нових лікарських засобів, які специфічно впливають на процеси захворювання, таких як іматиніб та дазатиніб (два інгібітори тирозінкінази) при ХЗЛ і філадельфійському хромосомно-позитивному ОЛЛ, або атра при промієлоцитовій лейкемії. У лікуванні лейкемій існують значні різниці між різними формами, подробиці терапії подані у відповідних статтях. Специфічним ризиком під час терапії, пов'язаної з нейтропенією, є гарячкові інфекційні захворювання, які потребують відповідного лікування антибіотиками.
У останні роки[коли?] також відбулися значні прогреси в гентерапії, які зараз дають надію на довгостроковий успіх у лікуванні. Деякі дослідницькі групи, наприклад, працюють над тим, щоб модифікувати Т-клітини хворих на лейкемію, введенням певних генів таким чином, що вони здатні елімінувати ракові клітини ще через кілька років. Деякі пацієнти з ОЛЛ або ХЗЛ залишалися у довгостроковій ремісії завдяки цій терапії.
1 листопада 2013 року засобу, розробленому у компанії Roche, було надано дозвіл на застосування в США, а 29 липня 2014 року — в європейських країнах. Виявлено, що у пацієнтів з хронічною лімфоцитарною лейкемією (ХЛЛ) вже після кількох днів терапії засобом Обінутузумаб (раніше відомий як Афутузумаб) у поєднанні з м'яким хіміотерапевтичним препаратом Хлорамбуцилом спостерігається зниження кількості лейкозних клітин у крові. Після закінчення терапії в більш як 20 % пацієнтів не спостерігалося ознак хвороби.[джерело?]
Існує також сучасний інструмент для загального кола населення з пошуку ліків від лейкозу DreamLab.

## Лейкоз великої рогатої худоби
Лейкоз великої рогатої худоби є вірусним захворюванням з повільним перебігом, простіше кажучи — раком крові тварин вірусного походження.
В Україні вся худоба, діагностована як РІД-позитивна (інфікована), підлягає знищенню.
Недугу легко переносять комарі, вона вважається невиліковною.

### Обсяги захворювання
Щороку в Україні 200—300 тисяч корів знищують через захворювання на лейкоз. Вважають, що 20—30 % корів в Україні йдуть під ніж необґрунтовано, через неточне діагностування хвороби

### Профілактика
Згідно з директивою ЄС, знищенню підлягає тільки худоба з пухлинними гематологічними формами лейкозу. Решта перебуває під спостереженням. В Україні знищують усю.